# Рідкісна хвороба
Рідкісна (орфанна, від англ. orphan — сирота) хвороба — узагальнена назва для рідкісних вроджених чи набутих захворювань, частота яких не перевищує п'яти випадків на 10 тис. осіб, які хронічно прогресують, погіршують якість життя людини та призводять до його скорочення чи інвалідизації.

## Визначення рідкісності хвороби
У медичній літературі прийняті подібні визначення з рівнем поширеності від 1 на 1000 до 1 на 200 000.
Проте існує соціально направлене визначення рідкісних хвороб, що відображає межу фінансово-економічного обґрунтування вигоди для розробки ліків для відповідної рідкісної хвороби. Наразі для України адекватним є визначення чисельності 1 до 2000, як прийнято в ЄС з 1999 року.
Для стимуляції їх досліджень і створення ліків для них зазвичай потрібна підтримка з боку держави.
Багато рідкісних захворювань є генетичними, і, отже, супроводжують людину протягом усього життя, навіть якщо симптоми проявляються не відразу. Багато рідкісних хвороб виникають в дитинстві, і близько 30 % дітей з рідкісними захворюваннями не доживають до 5 років.
Не існує якогось єдиного рівня поширеності захворювання в популяції, при якому його починають вважати рідкісним. Захворювання може бути рідкісним в одній частині світу або серед якоїсь групи людей, але при цьому часто зустрічається в інших регіонах або серед інших груп людей.
У США прийнято вважати, що це стан або недуга, у якому перебуває 1 людина з 1500, в Японії — 1 з 2500, у Росії — 10 з 100 тис. А в медичній літературі ця цифра варіює від 1 з 1000 до 1 з 2 млн.
Вперше термін з'явився в 1983 році. Згідно з Європейським комітетом експертів з рідкісних захворювань (EUCERD), сьогодні до цієї патології відносять близько 8 тис. нозологій, з них 5 тис. — спадкові метаболічні хвороби. Ця цифра стрімко росте, щотижня в світі описується 5 нових патологічних станів, які можна віднести до сирітських. І лише 250 з них мають свій шифр в Міжнародній класифікації хвороб (МКХ-10).
В Україні перелік рідкісних (орфанних) захворювань затверджено Наказом МОЗ України від 27.10.2014  № 778 «Про затвердження переліку рідкісних (орфанних) захворювань».
27 травня 2020 року очільник МОЗ повідомив на засіданні комітету з питань здоров'я нації, медичної допомоги та медичного страхування Верховної ради про те, що МОЗ України ініціює ухвалення в Україні Національної стратегії з профілактики, діагностики та лікування рідкісних (орфанних) захворювань.

## Етіологія
80 % цієї патології обумовлено генетичними причинами (спадкові порушення обміну речовин). Інші 20 % — це рідкісні форми онкологічних та онкогематологічних хвороб, інфекційні та аутоімунні процеси. Згідно з даними Європейського альянсу організацій хворих на рідкісні захворювання EURORDIS, дві третини орфанних хвороб дають перші прояви в ранньому дитинстві, 30 % дітей доживають до 5 років, 65 % випадків мають важкий інвалідизуючий плин, а в 50 % — погіршений прогноз для життя. В Україні найбільш часто зустрічаються хворі на синдром Елерса-Данлоса, з органічними ацидуріями, з порушенням обміну речовин, з мітохондріопатією, із вродженим гіпотиреозом. Щодо найбільшої питомої ваги, то лідирують хвороби обміну речовин, порушення обміну сполучних тканин та порушення обміну метіоніну.

## Діагностика
Наразі в Україні відповідно до Наказу МОЗ України від 01 жовтня 2021 року № 2142, новонародженим у пологовому відділенні на 48—72 годину життя за згодою одного з батьків або законного представника дитини, проводять забір крові на 21 орфанну хворобу згідно з переліком захворювань, що включені до програми розширеного масового скринінгу новонароджених:
1. Адреногенітальний синдром.
2. Біотинідазна недостатність.
3. Вроджений гіпотиреоз.
4. Галактоземія І типу.
5. Глютарова ацидурія I типу.
6. Глютарова ацидурія II типу.
7. Дефіцит середньоланцюгової ацил-КоА-дегідрогенази (MCAD).
8. Дефіцит довголанцюгової гидроксіацил-КоА-дегідрогенази (LCНAD).
9. Дефіцит дуже довголанцюгової ацил-КоА-дегідрогенази (VLCAD).
10. Дефіцит трифункціонального білка.
11. Дефіцит HMG-ліази.
12. Ізовалеріанова ацидурія.
13. Лейциноз (хвороба «кленового сиропу»).
14. Метілмалонова ацидурія.
15. Муковісцидоз.
16. Первинний карнітиновий дефіцит.
17. Пропіонова ацидурія.
18. Спінальна м’язова атрофія.
19. Тирозинемія I типу.
20. Тяжкий комбінований імунодефіцит (SCID).
21. Фенілкетонурія та інші гіперфенілаланінемії[4]

Для взяття крові використовується фільтрувальний тест-бланк, який має свій унікальний номер із штрих-кодом або QR-кодом та інформаційну форму для внесення відомостей про новонародженого. Фільтрувальний тест-бланк із зразком крові новонародженого направляється до регіонального центру, який здійснює лабораторне дослідження за програмою розширеного неонатального скринінгу.
У разі позитивного результату, регіональний центр протягом 24 годин передає інформацію до медико-генетичного закладу, який є відповідальним координатором неонатального скринінгу.
Це дозволяє одразу встановити чи спростувати патологію та розпочати лікування у разі позитивного тесту. Але це лише мінімум можливих скринінгів. Наприклад, у США в деяких штатах виявляють за розробленими програмами 68 захворювань.

## День рідкісних хвороб
Щороку в останній день лютого у світі відзначають День рідкісних захворювань. Мета проведення заходів у рамках інформаційної кампанії:
- підвищення рівня обізнаності суспільства про рідкісні захворювання та їхній вплив на якість життя пацієнтів;
- зосередження уваги представників державних органів, промисловості, дослідників, фахівців охорони здоров'я та усіх небайдужих до питання забезпечення «рідкісних» пацієнтів якісним лікуванням.